# Jay Cameron
Jay Cameron (* 14. September 1928 in New York City; † 21. März 2001) war ein US-amerikanischer Jazz-Altsaxophonist und Baritonsaxophonist des Modern Jazz.

## Leben und Wirken
Jay Cameron lernte ab 1940 Saxophon und spielte ab 1944 in verschiedenen Bands, so bei Ike Carpenter von 1946 bis 1947. Von 1948 bis 1955 hielt er sich in Europa auf, wo er unter anderem mit Rex Stewart, Bill Coleman, Roy Haynes und Henri Renaud sowie mit einer eigenen Formation arbeitete, der Bobby Jaspar, Barney Wilen und Jean-Louis Chautemps angehörten. Danach spielte er in Boyd Bachmanns Big Band. Ab 1956 arbeitete Cameron in den Vereinigten Staaten bei Woody Herman (1956), Maynard Ferguson (1957–58), Slide Hampton (1960), Candido, Bill Barron, André Hodeir, Hal McKusick sowie bei Les und Larry Elgart.

## Auswahldiskographie
- Jay Cameron’s International Sax Band: The Vogue Sessions (1955) mit Jaspar, Wilen, Chautemps, Renaud, Benoît Quersin, André Reilles
- Roy Haynes Sextet: The 1954 Paris Sessions (Vogue, 1954) mit Barney Wilen, Jimmy Gourley, Henri Renaud, Joe Benjamin
- Slide Hampton Octet: Two Sides of Slide (Fresh Sound), Jazz In Paris – Slide Hampton / Exodus (Emarcy) mit George Coleman, Richard Williams
- Tony Ortega Octet: Jazz for Young Moderns (Bethlehem/Fresh Sound, 1958/59)